# John de Clinton, 3. Baron Clinton
John de Clinton, 3. Baron Clinton (* um 1325; † 6. September 1398) war ein englischer Adliger und Politiker.

## Herkunft und Familie
Er stammte aus einer englischen Adelsfamilie, die in der Grafschaft Warwickshire ansässig war. Sein väterlicher Onkel war William Clinton, 1. Earl of Huntingdon, dessen zivilrechtlicher Erbe er wurde, während dessen Titel als Earl of Huntingdon mangels direkter männlicher Erben erlosch. Dieser Erbanfall wurde am 28. März 1347 von König Eduard III. anerkannt. Der spätere 3. Baron wurde um 1325 als Sohn des John de Clinton, 2. Baron Clinton geboren.

## Leben
Nachdem er vorher zum Ritter geschlagen worden war, nahm John de Clinton am Krieg in Frankreich teil. Er kämpfte 1356 mit in der Schlacht bei Poitiers. Beim Tod seines Vaters 1335 erbte er dessen Titel als 3. Baron Clinton, konnte aber wegen seiner Minderjährigkeit noch nicht in den königlichen Rat eintreten. Dies geschah erst durch Writ of Summons ab dem 15. Dezember 1357. Von diesem Zeitpunkt an bis zum 5. November 1397 wurde er von den Königen Eduard III. und Richard II. regelmäßig zu den Sitzungen des House of Lords einberufen.
Am 30. Mai 1377 schickte ihn der König auf sein Gut bei Folkestone mit dem Auftrag, die englische Verteidigung gegen eine befürchtete französischen Invasion zu organisieren, die dann aber nicht stattfand. Seit 1380 nahm er dann wieder am englischen Feldzug in Frankreich teil. Der König belohnte ihn reichlich: Er übertrug ihm 1390 die Ländereien des geächteten Earls of Warwick und ernannte ihn zum Constable of Warwick Castle, ein Amt, das er bis 1397 innehatte.
John de Clinton war viermal verheiratet, zuletzt mit Elisabeth, der Witwe des Baron Grey of Rotherfield, mit der er sich ohne Erlaubnis 1388 vermählt hatte. Die fehlende Erlaubnis wurde allerdings dann noch nachträglich nachgeholt. Er starb am 6. September 1398 und wurde als 4. Baron Clinton von seinem Enkel William de Clinton beerbt, da dessen Vater bereits vor John de Clinton verstorben war.